# Pieve d'Alpago
Pieve d'Alpago (La Piéve in dialetto bellunese) è una frazione del comune italiano di Alpago in Veneto. È stata comune autonomo sino al 23 febbraio 2016, quando è confluita nel nuovo comune di Alpago, del quale adesso costituisce un municipio.
Pieve, quale storico capoluogo della regione dell'Alpago, è sede amministrativa del nuovo comune. La sua chiesa, inoltre, è considerata la "chiesa madre" di tutte le altre dell'Alpago.

## Storia
Come hanno rivelato gli scavi archeologici delle località di Quers, Staol di Curago e Pian de la Gnela, l'area fu abitata sin dalla protostoria, con floridi insediamenti che si situavano lungo antiche vie di comunicazione ad oggi ancora misteriose. I reperti rinvenuti nelle necropoli non solo testimoniano una continuità abitativa dalla preistoria sino all'Impero romano e oltre, ma offrono l'immagine di una comunità ricca, fiorente ed artisticamente evoluta. Recenti studi sui reperti archeologici suggeriscono di inquadrare gli insediamenti preistorici in un vasto contesto economico-culturale che non si limitava all'area veneta, ma si spingeva oltre i confini nazionali nei territori dell'attuale Slovenia.
Pieve d'Alpago deve il suo nome alla presenza della pieve (dal latino plebs), chiesa matrice dell'intero Alpago, fondata verosimilmente nell'alto Medioevo: è infatti consuetudine storica far risalire intorno all'anno 1000 la nascita, attorno a chiese sparse nelle campagne, di villaggi più o meno cospicui. La sopravvivenza dell'attuale toponimo "Pieve", se da un lato conferma un'antica supremazia religiosa e civile sull'intera conca alpagota, dall'altro non è sufficiente a determinare con esattezza l'epoca in cui l'abitato che esso individua si sia formato.
La storia medievale e moderna della pieve d'Alpago è strettamente legata alle vicende della città di Belluno, ma le testimonianze su questo periodo sono esigue. Per secoli pare che un lungo torpore abbia avvolto il territorio, interrotto di quando in quando da qualche evento importante.
L'Alpago fu infeudato nel 923 dall'imperatore Berengario I al vescovo di Belluno Aimone e fu dipendente da Belluno fino a quando, nel 1324, Cangrande della Scala fece del famigerato Endrighetto da Bongaio il signore del territorio alpagoto. Il 30 ottobre 1340, proprio a Pieve, avvenne poi l'investitura di Giacoma da Vivaro, moglie di Endrighetto, che dal suo castello di Bongaio signoreggiava sulla piana sottostante. In seguito il territorio divenne possesso prima dei vescovi, quindi direttamente del Consiglio dei nobili di Belluno.
Con la dedizione a Venezia del 1404, Pieve divenne parte integrante della Serenissima Repubblica e iniziò un periodo di intenso sfruttamento del patrimonio boschivo di cui la zona era ricchissima. Alla caduta della Serenissima, nel 1797, si susseguirono la dominazione francese e quella austriaca, fino all'annessione al Regno d'Italia nel 1866.
Restano a testimonianza del periodo veneziano le chiese, in particolare la parrocchiale di Santa Maria, più volte ricostruita e rimaneggiata: la composizione stilistica attuale è opera dell'architetto bellunese del XIX secolo Giuseppe Segusini; in essa è conservata una tela di Gaspare Diziani. Notevoli sono anche la chiesa della frazione di Garna del XVI secolo, dedicata a Sant'Antonio Abate, con soffitto a cassettoni, e la villa Falin-Boccanegra (già palazzo Fullini) del XVII secolo, l'unica "villa veneta" della zona.
Da un documento del 1662 si apprende che il comune d'Alpago comprendeva 19 regole o villaggi, fra i quali Curago, Garna, Pieve, Plois, Tignés, Torch, Torrés e Villa, facenti parte ancora oggi del Comune di Pieve d'Alpago. Nel repertorio generale del 1769 delle ville e dei comuni di tutte le province della terraferma, Pieve d'Alpago è riportata tra le ville del Territorio di Belluno. Nel compartimento territoriale austriaco del 1802, il paese è compreso come colmello della villa di Alpago, con capoluogo Belluno, nel compartimento territoriale della Marca Trevigiana. Il decreto napoleonico del 22 dicembre 1807 n. 283, sulla divisione dei nuovi dipartimenti ex veneti, inserisce il comune nel dipartimento della Piave, distretto I di Belluno, cantone I di Belluno. Con la sovrana patente del 7 aprile 1815 sull'istituzione del Regno Lombardo-Veneto, Pieve d'Alpago è assegnata alla provincia di Belluno, distretto I di Belluno. Tale stato di cose non viene mutato dalla normativa degli anni seguenti, fino alla fine della dominazione austriaca. I territori veneti vengono poi annessi al Regno d'Italia ed il comune entra a far parte della provincia di Belluno, con il regio decreto del 13 ottobre 1866 n. 3282.

Con Legge Regionale del 18 febbraio 2016 n. 6, è stato istituito, a partire dal 23 febbraio 2016, il comune di Alpago in provincia di Belluno, mediante la fusione dei comuni contigui di Farra d'Alpago, Puos d'Alpago e Pieve d'Alpago.

### Simboli
Lo stemma e il gonfalone del comune di Pieve d'Alpago erano stati concessi con decreto del Presidente della Repubblica dell'8 gennaio 1981.
Il gonfalone era un drappo partito di azzurro e di rosso.

## Monumenti e luoghi d'interesse

La chiesa parrocchiale di Santa Maria del Rosario

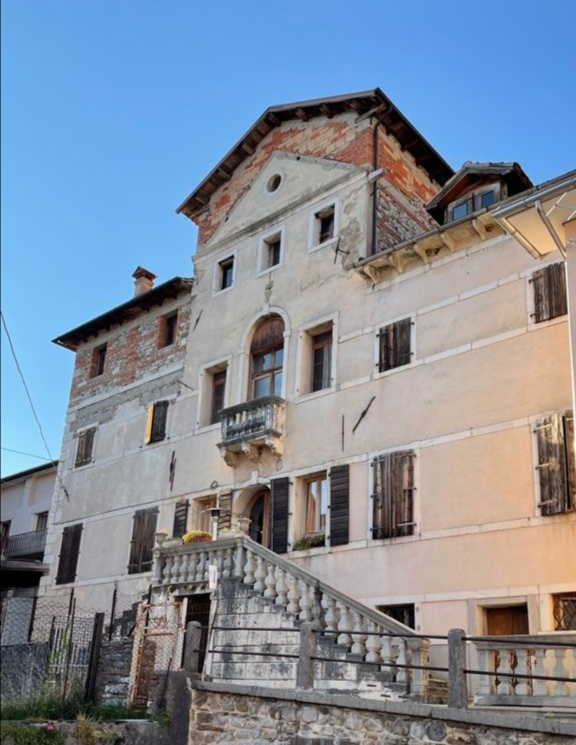
Villa Falin-Boccanegra (già Palazzo Fullini)

- Chiesa parrocchiale di Santa Maria del Rosario, a Pieve
- Chiesa di San Rocco, a Curago
- Chiesa di Sant'Antonio Abate, a Garna
- Chiesa di San Floriano, a Plois
- Chiesa di Santa Giustina, a Quers
- Chiesa di San Martino Vescovo, a Tignes
- Chiesa di Santa Chiara, a Torch
- Chiesa di San Michele Arcangelo, a Torres
- Villa Falin-Boccanegra (già Fullini), a Pieve
- Nella località di "Pian de la Gnela" gli scavi archeologici hanno portato alla luce una necropoli pre-romana e, tra i reperti degni di nota, sono state rinvenute una fibula bronzea e una situla istoriata databili al VI secolo a.C.[15]

## Società

### Evoluzione demografica

Territorio dell'ex comune di Pieve d'Alpago all'interno della provincia di Belluno

Abitanti censiti

## Amministrazione
| Periodo        | Periodo          | Primo cittadino | Partito      | Carica  | Note |
| -------------- | ---------------- | --------------- | ------------ | ------- | ---- |
| 16 maggio 2011 | 23 febbraio 2016 | Umberto Soccal  | lista civica | Sindaco |      |

## Cultura
Pieve ha dato i natali a diversi artisti, tra cui i pittori Placido Fabris e Flaminio Grappinelli. Di Tignes era originaria la famiglia del pittore triestino Pieretto Bianco Bortoluzzi.
Alla comunità pievana è inoltre legata la figura di Alberto Vimina (pseudonimo di Michele Bianchi), religioso e diplomatico del XVII secolo, che fu arciprete di Pieve dal 1652 al 1667 e lasciò importanti memorie scritte sulle sue missioni.

### Gemellaggi
- Kalvarija, dal 2005